# Malatesta III Malatesta
Malatesta II (o III) Malatesta, más conocido como Guastafamiglia (en italiano: "el Ruin de la familia", c. 1299 - 18 de agosto de 1364) fue un condottiero italiano y señor de Rimini.

## Biografía
Era hijo de Pandolfo I, señor de Pesaro, Fano, Senigallia y Rimini.
Junto con Pandolfo, participó en la "cruzada" declarada por el Papa Juan XII contra Federico I de Urbino, siendo protagonista de masacres y estragos. Probablemente participó en el asesinato de Rinaldo da Polenta, señor de Rávena, y Uberto Malatesta. Cuando Pandolfo murió en 1326, el señorío paso a su sobrino Ferrantino. Guastafamiglia obtuvo Pesaro; más tarde, a través de una complicada serie de intrigas, hizo que el legado papal proscribiera a Ferrantino de Rimini. Capturado por los Este en la batalla de Ferrara (14 de abril de 1333), Malatesta y Galeotto fueron liberados para luchar contra las tropas papales. Reconquistaron gran parte de Romagna, inicialmente restablecieron a Ferrantino en Rimini y capturaron Fossombrone y Fano. Sin embargo, pronto encarcelaron a Ferrantino por traición en el Castillo de Gradara y asumieron el dominio de Rimini y sus tierras.
En 1336 Ferrantino fue liberado por Nolfo da Montefeltro, y se produjo una larga guerra. La situación cambió cuando Pisa y los Visconti de Milán declararon la guerra a Florencia; en 1342 Malatesta y Galeotto fueron contratados para comandar el ejército florentino a la cabeza de 200 hombres de armas, pero con escaso éxito. En el mismo año, los dos hermanos firmaron una paz con el Papa, siendo confirmados en sus territorios: Galeotto mantuvo Fano, Malatesta Rimini, mientras que sus hijos Pandolfo y Malatesta Ungaro se establecieron en Pesaro. Sin embargo, sus actitudes traicioneras y vacilantes volvieron a ser evidentes cuando alojaron al rey Luis I de Hungría en su campaña en Italia contra el papa. Cuando este último huyó a Aviñón, también se volvieron gibelinos y obtuvieron el título de vicarios imperiales, logrando pronto capturar a Ancona, Jesi, Ascoli y Senigallia, y despojando a Ferrantino de su última posesión, Montiano.
En 1351 Galeotto regresó de Tierra Santa y fueron llamados al Reino de Nápoles para reprimir a la despiadada Gran Compañía dirigida por Fra 'Moriale. Cuando este último se vengó atacando a Romagna durante su ausencia, Rimini estaba en peligro. Al año siguiente acordaron pagar un rescate de 40,000 ducati para salvar la situación.
Al mismo tiempo, el Papa Inocencio VI envió al fuerte cardenal y general Gil de Albornoz a resolver para siempre la anarquía en la Romaña papal. Los Malatestas se aliaron con Francesco II Ordelaffi de Forlì y Gentile da Fogliano para soportarlo. Sin embargo, después de un éxito inicial con la conquista de Fermo, todas sus ciudades fueron capturadas por las fuerzas papales. Malatesta tuvo que someterse, pero mantuvo la mayoría de sus tierras con el título nominal de vicario; Desde entonces colaboró en la supresión papal de los pequeños señores independientes de Romagna, así como en la guerra contra Bernabò Visconti en la defensa de Bolonia, al mando de un ejército compuesto principalmente por mercenarios húngaros. Después de otro número de matanzas por las cuales se había hecho famoso, Malatesta derrotó repetidamente al ejército milanés. Sin embargo, en 1363 se retiró, dejando a su hijo Ungaro al mando y entregando Rimini a Galeotto.